# 恋かくれんぼ
「恋かくれんぼ」（こいかくれんぼ）は1990年11月21日に東芝EMI / EASTWORLDから発売された富田靖子の11枚目のシングル。

## 解説
前作の「それは彼女のグッバイ」から約2年ぶりのシングルで、東芝EMI / EASTWORLDに移籍後初のシングルである。2曲ともMBS系アニメ『三丁目の夕日』の主題歌に使われ、1991年3月27日に発売されたオリジナルサウンドトラック（CDアルバム）にも収録されている。

## 収録曲
- 全編曲：白井良明

1. 恋かくれんぼ
作詞：松井五郎／作曲：入江剣
MBS系アニメ『三丁目の夕日』オープニングテーマ
2. 緑の宝石
作詞・作曲：高坂里佳
MBS系アニメ『三丁目の夕日』エンディングテーマ